# サイドターン

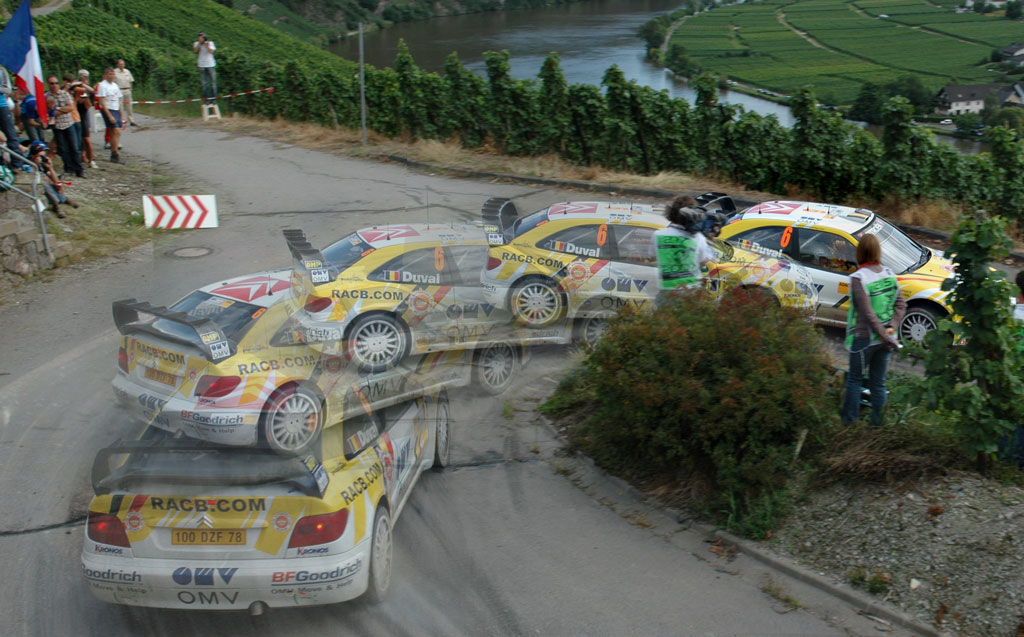
フランソワ・デュバルが駆るシトロエン・クサラのラリーカー。ヘアピンカーブをサイドターンで攻める様子。
車両の向きは大きく変わっているが、最初の2コマではフロントタイヤが中立位置のままである。
（※：写真は2007年ドイツラリー）

サイドターン (英: Handbrake Turn)は、モータースポーツ用語でハンドブレーキ（サイドブレーキ）を使用し、リアタイヤをロックさせてスリップさせることにより、ステアリングをフルに切った時に旋回できる半径（最小回転半径）よりさらに小さな半径で自動車を旋回させるテクニック。俗にスピンターンともいわれる。

## 概要
車両の最小旋回半径の話題から逸れて車速を上げていくと、このテクニックはドリフト走行に繋がっている。またジムカーナにおいて必要不可欠なテクニックの一つでもある。
このテクニックを最速で決める為には、フロントのグリップ限界を超えてはならない（アンダーステアと同様、旋回半径が広がってしまう上、失速してしまう）ので、結局コーナリングの基本から外れることはない。